# Gyűlölet
A gyűlölet egy tartós vagy rövid idejű érzelmi állapot, amelynek tárgya lehet egy személy, emberek csoportja, állat, vagy tárgy, esetleg elvont fogalom. Lényege a gyűlölet tárgyának teljes elutasítása, utálata, teljes megsemmisítésének nagyfokú vágya.
A gyűlölet a szeretet ellentéte. Érzelmi világunk két főiránya: hogy ami kedves nekünk, megkívánjuk, ami kellemetlen, elutasítjuk. Ha ez emberekre vonatkozik és ösztönszerűleg történik, akkor rokon- és ellenszenv támad bennünk. Ha határozottan és tudatosan történik, akkor szeretünk és gyűlölünk. A gyűlölet tehát tudatos és határozott elutasítása annak, aki nekünk bizonyos okoknál fogva kellemetlen. Minél kellemetlenebb, annál gyűlöletesebb. Gyűlöletünk a legnagyobb fokban igazságtalan, ha az illető arról, hogy nekünk kellemetlen, nem tehet. A gonosz ember gyűlöli a jót, a boldogot, az irigy a szerencséset. Aki bennünket bántott, aki a mienket elvette, vagy el akarja venni, azt könnyen meggyűlöljük. Minél fájóbb volt a sértés; minél jobban szeretjük, amitől meg akarnak fosztani, annál mélyebb lesz gyűlöletünk. A gyűlölet rendszerint nem éri be azzal, hogy a gyűlölet tárgyát elutasítja, hanem meg akarja rontani, semmisíteni, mindenképpen kárt tenni benne. A gyenge ember rendszerint nem tud igazán gyűlölni. A gyűlölet ezért aktív szenvedély, egyike a legvadabb, legártalmasabb mozgató erőknek az emberi életben. A gyűlölet igazságtalan, mint minden szenvedély, elvakítja az értelmet, egyebet se tekint, mint a gyűlölet tárgyának megrontását, végső esetben teljes megsemmisítését. Az a társadalom, melyben a gyűlölet uralkodik, önmagát pusztítja. A gyűlölet a gyűlölő személyre is káros hatással van, jelentősen rontja lelki, és áttételesen testi egészségét. Ezért tanítja minden fejlett vallás a bocsánatot, a szeretetet mint az erkölcsi élet legfőbb eszményét.
A gyűlölettől megszabadulni ugyanakkor kifejezetten nehéz, mivel az alkoholhoz és a kábítószerekhez hasonlóan módosult tudatállapotot okoz, és ezáltal ugyanúgy addiktív, vagyis függőséget okoz.
1. ↑  Zsolt, Hanula: A gyűlölet a legolcsóbb drog (magyar nyelven). index.hu, 2015. október 2. (Hozzáférés: 2019. szeptember 13.)

## Egy konkrét személyre irányuló gyűlölet
Az oka lehet érzelmi zavar (szubjektív ok), de a gyűlöletet kiváltó személy agressziója, vagy valamilyen magatartása is (objektív ok).
Szubjektív (alaptalan) gyűlölet esetében az okok meghatározása, a zavar megszüntetése a pszichológia és pszichiátria hatáskörébe tartozik.
Objektív (megalapozott) gyűlölet esetén szélsőséges esetekben a bűnüldözésnek, az áldozat védelmének jut szerep (kriminalisztika), de legtöbbször itt is szükség van a pszichológus, illetve a pszichiáter közreműködésére is.
A gyűlölet lehet elfojtott, de gyakran manifesztálódik verbális (becsületsértés, rágalmazás stb.) vagy fizikai (megalázás, testi sértés, gyilkosság stb.) agresszió formájában.
Az elfojtott gyűlölet idővel valamilyen lelki zavart (depresszió, paranoia, rögeszme, öngyűlölet stb.) okoz.

## Öngyűlölet
A saját személy elleni gyűlölet okai és tárgya különbözők lehetnek, és ez is az agresszió speciális fajtáiba torkolhat (például: öncsonkítás, öngyilkosság stb.), vagy megmaradhat az önrombolásnál (alkoholizmus, kábítószerélvezet stb.)

## Emberek csoportja elleni gyűlölet
Tárgya szintén különböző lehet, így beszélhetünk:
- etnikai gyűlöletről
- nemzeti gyűlöletről (sovinizmus)
- vallási gyűlöletről (felekezeti gyűlölet)
- egyes szűkebb csoportok elleni gyűlöletről: például homoszexuálisok, vagy akár rendőrök, tanárok, színészek, ügyvédek, zsebtolvajok stb. elleni gyűlölet, illetve a fentiek kombinációja.

A társadalmi diskurzus leginkább a következőkről szól:
- antiszemitizmus (zsidógyűlölet)
- magyarellenesség
- iszlámellenesség
- cigánygyűlölet
- kereszténygyűlölet (keresztényellenesség)
- egyházellenesség (antiklerikalizmus)
- államellenesség (lásd még: anarchizmus) stb.

A történelem folyamán – a vagyoni különbségek és a társadalmi hierarchia miatt – gyakori volt a gyűlölet különböző társadalmi osztályok tagjai között is.
A Marx Károly és Engels Frigyes marxista gondolkodók, valamint elsősorban Lenin, Sztálin, és Mao Ce-tung kommunista vezetők által megideologizált történelmi szemlélet szerint az emberi történelemben mindig két fő osztály, elnyomottak (tulajdon nélküliek) és elnyomók (tulajdonosok) küzdöttek egymással (ld. még Kommunista kiáltvány), ez az osztályharc.